# Onciale 0160
- Papyrus
- Onciale
- Minuscules
- Lectionnaire

Le Codex 0160, portant le numéro de référence 0160 (Gregory-Aland) ε 018 (von Soden), est un manuscrit du Nouveau Testament sur parchemin écrit en écriture grecque onciale.

## Description
Le codex se compose d'une folio. Il est écrit en deux colonnes, de 24 lignes par colonne. Les dimensions du manuscrit sont 9,1 x 6,5 cm. Les paléographes datent ce manuscrit du IVe siècle ou Ve siècle,. 
C'est un manuscrit contenant le texte incomplet de l'Évangile selon Matthieu (26,25-26,34-36). 
C'est un palimpseste, le supérieur texte est Arabe.
Le texte du codex représenté est de type mixte. Kurt Aland le classe en Catégorie III. 
Le manuscrit a été examiné par Oscar von Gebhardt et A. H. Salonius.
Lieu de conservation
Il est actuellement conservé à la Musées nationaux de Berlin (P. 9961).